# Kalanchoe annamica
Kalanchoe annamica ist eine Pflanzenart der Gattung Kalanchoe in der Familie der Dickblattgewächse (Crassulaceae).

## Beschreibung

### Vegetative Merkmale
Kalanchoe annamica ist eine sukkulente krautige Pflanze und erreicht Wuchshöhen von 50 bis 70 Zentimetern. Ihre Triebe sind kahl. Die sitzenden Laubblätter sind linealisch-lanzettlich. Ihre dünne Blattspreite ist 5 bis 6 Zentimeter lang und 8 bis 10 Zentimeter breit. Ihre Spitze ist zugespitzt, die Basis verschmälert und stängelumfassend. Der Blattrand ist ganzrandig oder trägt zur Spitze hin ein bis zwei Zähne.

### Generative Merkmale
Der Blütenstand ist eine bis zu 15 Zentimeter lange und 7 bis 10 Zentimeter breite  Rispe. Auf den aufrechten, gelben Blüten befinden sich linealische Flecken. Ihre Kelchröhre ist etwa 1 Millimeter lang. Die lanzettlichen, zugespitzten Kelchzipfel sind etwa 7 Millimeter lang. Die 13 bis 15 Millimeter lange Kronröhre ist zu ihrer Basis stark erweitert, in der Mitte stark eingeschnürt und zum Schlund auf bis zu 12 Millimeter erweitert. Ihre eiförmigen, zugespitzten Kronzipfel sind zahlreich geadert und weisen eine Länge von 6 bis 7 Millimeter auf. Die Staubblätter sind oberhalb der Mitte der Kronröhre angeheftet. Die oberen Staubblätter ragen leicht heraus. Die eiförmigen bis fast kreisrunden Staubbeutel sind etwa 1 Millimeter lang. Das längliche Fruchtblatt weist eine Länge von etwa 8 Millimeter auf, der gegliederte Griffel ist etwa 3 Millimeter lang.

## Systematik und Verbreitung
Kalanchoe annamica ist in Vietnam verbreitet. 
Die Erstbeschreibung durch François Gagnepain wurde 1916 veröffentlicht.

## Nachweise